# Aleksander Peternel
Aleksander Peternel, slovenski smučar prostega sloga, * 20. oktober 1964, Kranjska Gora.
Peternel je za Slovenijo nastopil na Zimskih olimpijskih igrah 1992 v Albertvilleu, kjer je v prostem slogu akrobatskega smučanja osvojil 28. mesto.